# Pu Songling
Pu Songling (蒲松齡T, 蒲松龄S, Pú SōnglíngP, P'u Sung-lingW; 5 giugno 1640 – 25 febbraio 1715) è stato uno scrittore cinese della dinastia Qing.

## Biografia
Pu proveniva da una famiglia povera di affittacamere e mercanti, residente nell'antico distretto di Zichuan (淄川, ora Zibo, nello Shandong). Probabilmente era di antenati mongoli. All'età di 19 anni, ricevette il diploma xiucai agli esami imperiali, ma non ricevette il successivo diploma gongsheng fino all'età di 71 anni.
Passò la maggior parte della sua vita lavorando come insegnante privato, e raccogliendo storie che completò nel 1679 sotto il nome di Racconti straordinari dello studio Liao (che però vennero alla luce solo nel 1766 per mezzo del nipote), una raccolta di 435 novelle popolari scritte in cinese classico. Alcuni critici gli attribuiscono anche la novella Xingshi Yinyuan Zhuan, scritta in cinese vernacolare, e una raccolta di poesie in lingua volgare. Parte delle sue opere è anche d'ispirazione satirica, a causa della disillusione dello scrittore per la società corrotta del suo tempo.

## Nei media
Nel 2019 è stato interpretato da Jackie Chan nel film The Knight of Shadows (Shen tan Pu Song Ling), per la regia di Yan Jia, dove nella finzione cinematografica è un leggendario cacciatore di demoni e spiriti maledetti nella Cina antica medievale.